# 우치주

우치주의 위치

우치주(폴란드어: Województwo łódzkie)는 폴란드 중부에 위치한 주로, 주도는 우치이며 면적은 18,219km2, 인구는 2,571,534명(2006년 기준, 도시 인구: 1,662,937명, 농촌 인구: 908,597명), 인구 밀도는 140명/km2이다. 3개 도시군과 21개 농촌군, 177개 그미나(지방 자치체)를 관할한다. 마조프셰주(북쪽과 동쪽), 시비엥토크시스키에주(남동쪽), 실롱스크주(남쪽), 오폴레주(남서쪽), 비엘코폴스카주(서쪽), 쿠야비포모제주(북쪽)와 접한다.

주기
주 문장
주 로고

## 행정 구역

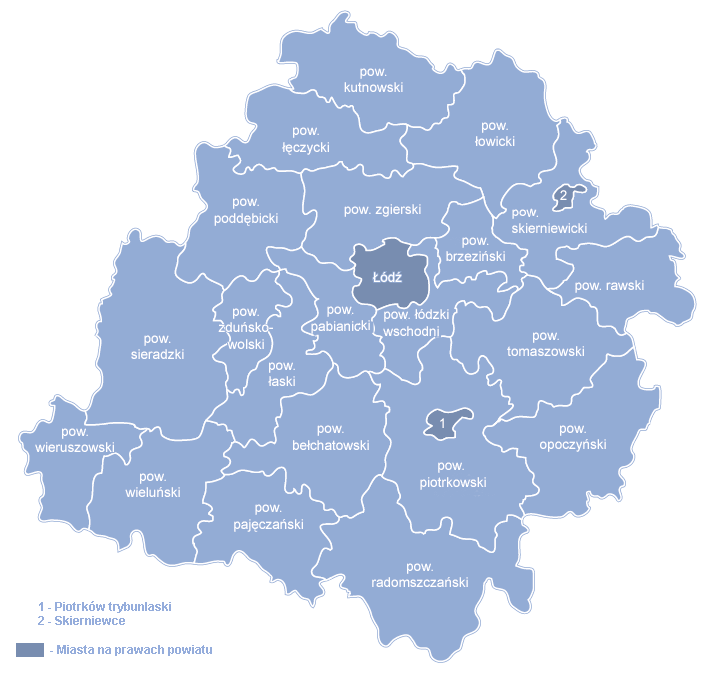
우치주의 행정 구역

### 도시군
- 우치 (주도)
- 피오트르쿠프트리부날스키
- 스키에르니에비체

### 농촌군
- 베우하투프군
- 브제지니군
- 쿠트노군
- 와스크군
- 웽치차군
- 동우치군
- 워비치군
- 오포치노군
- 파비아니체군
- 파옝치노군
- 피오트르쿠프군
- 포뎅비체군
- 라돔스코군
- 라바군
- 시에라츠군
- 스키에르니에비체군
- 토마슈프군
- 비엘룬군
- 비에루슈프군
- 즈둔스카볼라군
- 즈기에시군